# Гаспаротто, Луиджи
Луиджи Гаспаротто (итал. Luigi Gasparotto; 31 мая 1873, Сачиле, провинция Порденоне, Фриули-Венеция-Джулия — 29 июня 1954, Кантелло, провинция Варесе, Ломбардия) — итальянский юрист и политик, министр обороны Италии (1947).

## Биография
Родился в городе Сачиле. Отец — участник Рисорджименто в рядах гарибальдийцев, мелкий земельный собственник Леопольдо Гаспаротто (1844—1907), мать — Клементина Чотти (Clementina Ciotti). Учился в лицее в Парме, затем в Болонье и Тревизо, позднее поступил на юридический факультет Падуанского университета и окончил его 25 июля 1897 года.
Занимался юридической практикой в Милане, в 1913 году был избран в Палату депутатов, участвовал в Первой мировой войне как пехотный офицер, награждён тремя серебряными медалями. В 1919 году переизбран в Палату депутатов, в 1921 году стал заместителем председателя Палаты, и военным министром в правительстве Иваноэ Бономи. В 1924 году после убийства фашистами Джакомо Маттеотти стал одним из 12 депутатов, голосовавших против фашистских чрезвычайных законов.
Впоследствии эмигрировал, после падения режима Муссолини в 1943 году немедленно вернулся, пытался организовать рабочую оборону Милана, но после установления Итальянской социальной республики уехал в Швейцарию. В 1944 году вернулся в освобождённую Италию и стал одним из основателей Демократической партии труда.
С 25 сентября 1945 по 24 июня 1946 года состоял в Национальном совете, переходном парламенте, с 25 июня 1946 по 31 января 1948 года являлся депутатом Учредительного собрания, где с 12 июля 1946 года состоял во фракции Демократической партии труда.
С 14 января по 19 июня 1945 года был министром авиации во втором правительстве Бономи, с 10 декабря 1945 по 1 июля 1946 года — министром послевоенной помощи в первом правительстве Де Гаспери. С 14 февраля по 31 мая 1947 года являлся первым в истории Итальянской Республики министром обороны (третье правительство Де Гаспери).
В 1948 году назначен в Сенат Итальянской Республики первого созыва, в 1949 году голосовал за присоединение Италии к Атлантическому пакту. С 1946 по 1953 год входил в руководство Миланской ярмарки, также является автором исторических и автобиографических романов, из которых наиболее известны Diario di un fante («Дневник одного пехотинца», 1919) и Diario di un deputato («Дневник одного депутата», 1945).
Скончался в своём загородном доме в Рокколо ди Кантелло (провинция Варесе, Ломбардия).

## Семья
Сын Луиджи Гаспаротто — Леопольдо Гаспаротто, юрист и альпинист, участник антифашистского партизанского движения в Италии, расстрелян эсэсовцами 22 июня 1944 года.